# Lyna Khoudri

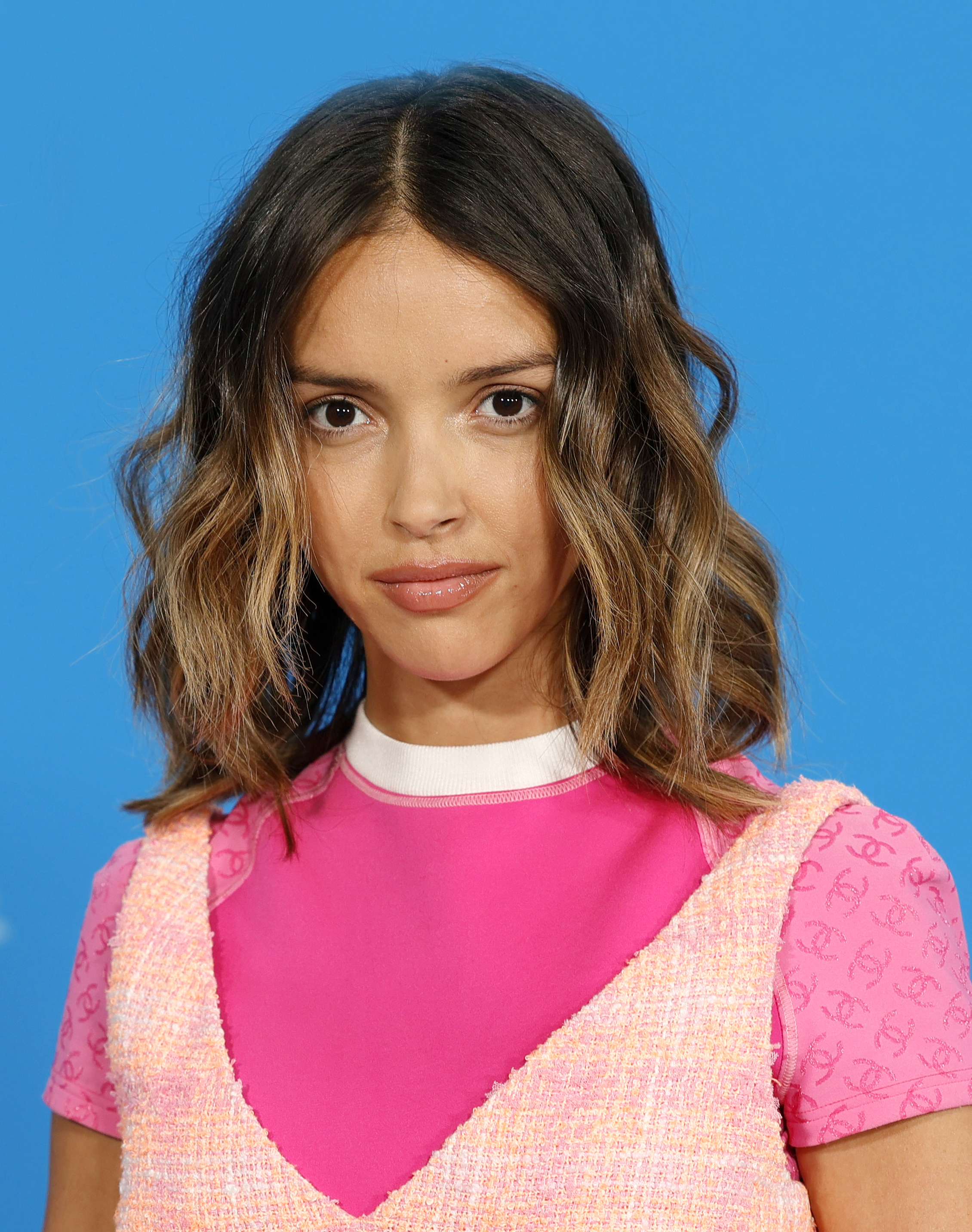
Lyna Khoudri (2024)

Lyna Khoudri (* 3. Oktober 1992 in Algier) ist eine franko-algerische Filmschauspielerin.

## Leben
Khoudri wurde als Tochter eines Journalisten und der Geigerin Radia Sidoum in Algerien geboren. Als Khoudri noch ein Kleinkind war, floh die Familie aufgrund des algerischen Bürgerkriegs nach Frankreich und ließ sich in Aubervilliers nieder. In der Schule wählte Khoudri die Spezialisierung Kunstgeschichte und Theater und erhielt die Licence des arts du spectacle an der Universität Paris VIII. Khoudri arbeitete kurzzeitig als Aufseherin am Lycée de Drancy, absolvierte ein Praktikum am Pariser Théâtre de la Colline und setzte sich schließlich im Aufnahmewettbewerb der Schulen für dramatische Künste durch: Sie wurde 2016 am Théâtre national de Strasbourg als Schauspielerin aufgenommen.
Neben kleinere Rollen in Fernsehfilmen und -serien nahm Khoudri 2016 eine Rolle im Film Les bienheureux an, der 2017 erschien und erstmals Kritiker auf sie aufmerksam machte. Für ihre Darstellung der Algerierin Feriel, die sich wie andere Jugendliche ihrer Generation in einem Land kurz nach Kriegsende neu orientieren muss, wurde Khoudri auf den Internationalen Filmfestspielen von Venedig 2017 mit dem Prix Orizzonti als Beste Darstellerin ausgezeichnet. Auch Mounia Meddours 2019 veröffentlichter Spielfilm Papicha ist in Algerien angesiedelt: Khoudri übernahm darin die Hauptrolle der jungen Nedjma, die während des Bürgerkriegs 1997 eine Modenschau organisiert. Für ihre Darstellung wurde Khoudri 2020 mit dem César als Beste Nachwuchsdarstellerin ausgezeichnet.
Khoudri wechselt zwischen Kinoleinwand und Fernsehen und war nach Papicha in Rebecca Zlotowskis Fernsehserie Les sauvages zu sehen, in der sie die Tochter einer algerischen Einwanderin spielte. In Wes Andersons The French Dispatch, der 2019 gedreht wurde, war Khoudri an der Seite von Tilda Swinton, Adrien Brody und Timothée Chalamet zu sehen.

## Filmografie (Auswahl)
- 2016: Polina, danser sa vie
- 2017: Les bienheureux
- 2017: Die Party ist vorbei (La fête est finie)
- 2017: Luna
- 2019: Papicha – Der Traum von Freiheit (Papicha)
- 2019: Alles außer gewöhnlich (Hors normes)
- 2019: Les sauvages (TV-Serie, 6 Folgen)
- 2019: Qu’un sang impur …
- 2019: La beauté du geste
- 2020: Gagarin – Einmal schwerelos und zurück (Gagarine)
- 2021: The French Dispatch
- 2021: Gib mir Dein Leben (La place d'une autre)
- 2021: Haute Couture – Die Schönheit der Geste (Haute Couture)
- 2022: November (Novembre)
- 2022: Nos frangins
- 2022: Houria
- 2022: Le Late avec Alain Chabat (TV-Serie, Folge 1x01)
- 2023: Die drei Musketiere – D’Artagnan (Les Trois Mousquetaires: D’Artagnan)
- 2023: Die drei Musketiere – Milady (Les Trois Mousquetaires: Milady)
- 2023: Une zone à défendre
- 2024: Das Imperium (L’Empire)
- 2024: I bambini di Gaza – Sulle onde della libertà
- 2024: Allégorie citadine (Kurzfilm)
- 2025: Eagles of the Republic

## Auszeichnungen
- 2017: Prix Orizzonti als Beste Darstellerin, Internationale Filmfestspiele von Venedig, für Les bienheureux
- 2020: César, Beste Nachwuchsdarstellerin, für Papicha